# Veil of Maya
Veil of Maya est un groupe américain de metalcore, originaire de Chicago, dans l'Illinois. Le groupe est actuellement signé au label Sumerian Records et compte au total cinq albums. Leur album Matriarch (2015) ne se caractérise plus deathcore,,, style musical habituellement joué par le groupe dans les précédents albums. Ils sont aussi associés au genre djent,. Le nom du groupe fait référence à Maya, un concept d"illusion de la philosophie indienne.

## Biographie

### Débuts (2004–2009)
Le groupe est formé en 2004 à Chicago, dans l'Illinois, après la séparation du groupe de death metal mélodique Insurrection, ce qui mènera Marc Okubo (guitare solo), Sam Applebaum (batterie) et Kris Higler (basse) à former un nouveau projet. Le guitariste Timothy Marshall et le chanteur Adam Clemans se joignent à eux peu de temps après. Après avoir enregistré et publié une démo éponyme en 2005, le guitariste Scott Okarma se joint au groupe, participant à des concerts locaux et tournées. À ce stade, Veil of Maya est un sextuor de quatre guitaristes, qui ne dure que quelques mois avant le départ de Marshall et Okarma. Bryan Ruppell remplace à la guitare rythmique.
Avec cinq membres, le groupe enregistre, auto-produit et publie son premier album, All Things Set Aside, au label Corrosive Recordings en 2006. Au début de 2006, le chanteur Clemans et le guitariste Ruppell quittent le groupe laissant à Veil of Maya l'opportunité de recruter Brandon Butler, ancien chanteur du groupe Iscariot. Le groupe décide de laisser la place de guitare rythmique vacante.
En janvier 2008, après quelques interviews et tournées à succès, Veil of Maya signe au label Sumerian Records. L'agent artistique de Sumerian, Shawn Keith, aet le fondateur, Ash Avildsen, sont satisfaits de ce partenariat. Le deuxième album de Veil of Maya, The Common Man's Collapse, est enregistré avec Butler en 2008, et publié la même année. Peu après la sortie de l'album, le groupe se sépare du bassiste Kristopher « Kris » Higler en 2009, qui est remplacé par Matthew Pantelis, anciennement de Born of Osiris.

### [id]etEclipse(2010–2012)
Après la sortie de deuxième album, le suivant sort après une longue période de tournées avant que l'écriture et l'enregistrement ne débutent pour, [id]. [id] est publié le 6 avril 2010, et atteint la 107e place du Billboard 200. Le groupe travaille de nouveau aux côtés du producteur Michael Keene de The Faceless pour cet album, qui a auparavant produit leur album The Common Man's Collapse. L'album fait référence à la culture populaire, en particulier les émissions de télévision,.
Après la sortie de [id], Pantelis quitte le groupe, et est remplacé par Danny Hauser en 2010. Le 13 janvier 2012, Sumerian Records publie une bande-annonce du prochain album de Veil of Maya, Eclipse. Le 17 janvier, le single Vicious Circles est publié sur l'iTunes Store. Eclipse est ensuite publié le 28 février 2012 et produit et coécrit par le guitariste de Periphery, Misha Mansoor. Le 11 novembre 2013, le groupe publie un single exclusivement sur Internet, Subject Zero, précédé par une vidéo lyrique sur YouTube deux semaines plus tôt, le 30 septembre 2013.

### Matriarch(2013–2016)
Veil of Maya annonce en 2014 avoir terminé l'écriture du successeur de l'album Eclipse, aux côtés de Taylor Larson. Cependant, le chanteur Brandon Butler quitte le groupe à cause de divergences créatives,. Butler se joindra à un groupe appelé Lost Origins, qui comprend d'anciens membres de I Declare War.
Au Knotfest de 2014, Veil of Maya joue avec un nouveau chanteur, à cette période encore non identifié. Le 1er janvier 2015, le groupe annonce le chanteur Lukas Magyar (Arms of Empire) en remplacement de Butler. À cette même période, le groupe publie un nouveau single, Phoenix. Peu après l'annonce, le groupe participe à la tournée Slow Your Troll and Know Your Role avec Upon a Burning Body, Volumes, Gideon et The Last Ten Seconds of Life. Ils prennent part à l'Ashes to Ashes European Tour avec Chelsea Grin, Oceans Ate Alaska et Black Tongue
Le 23 mars 2015, Veil of Maya annonce officiellement la sortie de l'album, Matriarch, et publie un nouveau single, Mikasa. L'album est publié le 12 mai 2015 chez Sumerian Records. Il s'agit du premier album du groupe avec Magyar.

### False Idolet[M]other(depuis 2017)
Le 13 septembre 2017, le groupe publie une vidéo musicale Overthrow sur YouTube, et annonce l'album False Idol pour le 20 octobre 2017. La vidéo musicale du deuxième single du groupe, Doublespeak, est ajoutée à YouTube le 3 octobre 2017. Le 12 septembre 2019, ils ont publié le single Members Only d'un futur album inconnu. Le 3 mai 2020, le groupe publie un clip vidéo pour le single Outsider et un clip vidéo animé pour leur single Viscera le 27 février 2021, tiré de l'album présumé non annoncé. Le 6 octobre 2021, leur single Outrun est publié sur YouTube en tant que vidéo musicale.
Le 20 avril 2022, le groupe sort le premier single, Synthwave Vegan. Le 8 février 2023, le groupe dévoile le deuxième single Godhead et le clip vidéo correspondant. Le 7 mars 2023, le groupe présente en avant-première le troisième single Red Fur accompagné d'un clip vidéo. Dans le même temps, ils annoncent officiellement que leur prochain septième album studio, Mother, sortira le 12 mai 2023 tout en révélant la pochette de l'album et la liste des pistes. Le 12 avril 2023, un mois avant la sortie de l'album, le groupe a publié le quatrième single Mother, Pt. 4 accompagné d'un clip vidéo.
Le 20 septembre 2024, le groupe annule tous ses concerts et se retire pour une durée indéterminée pour "réflechir à leur avenir en tant que groupe".

## Membres

### Membres actuels
- Marc Okubo – guitare (depuis 2004)
- Sam Applebaum – batterie (depuis 2004)
- Danny Hauser – guitare basse (depuis 2010)
- Lukas Magyar – chant (depuis 2014)

### Anciens membres
- Timothy Marshall – guitare (2004–2006)
- Adam Clemans – chant (2004–2007)
- Kristopher Higler – basse (2004–2009)
- Scott Okarma – guitare (2006)
- Bryan Ruppell – guitare(2006–2007)
- Brandon Butler – chant (2007–2014)
- Matthew C. Pantelis – basse (2009–2010)

## Discographie
- 2006 : All Things Set Aside
- 2008 : The Common Man's Collapse
- 2010 : [id]
- 2012 : Eclipse
- 2015 : Matriarch
- 2017 : False Idol
- 2023 : [M]other